# Optičke bežične mreže
Optička bežična mreža (OWC) je oblik optičke veze u kojoj je nenavođeno (u smislu kretanja) vidljivo, infracrveno (IR), ili ultraviolet (UV) svetlo korišćeno za prenos signala.
OWC sistemi koji funkcionišu u visdljivom spektru (390–750 nm) često se nazivaju i vidljivim svetlosnim vezama (eng. visible light communication (VLC)). VLC sistemi iskorišćavaju prednost dioda koje emituju svetlost (LED dioda) koja se kreće veoma velikim brzinama bez primetnih efekata na osvetljenje i ljudsko oko. VLC može da se koristi u širokom opsegu primene uključujući bežične lokalne mreže, bežične mreže za privatnu upotrebu i mreže ugrađene u vozila (poput gradskih autobusa, vozova, ...). Sa druge strane, zemljani tačka-po-tačka OWC sistem, poznatiji kao free space optical sistem (FSO), koji funkcioniše oko IR frekvencija (750–1600 nm). Ovi sistemi tipično koriste laserske predajnike i nude finansijski pogodne protokol-transparentne veze sa velikim protokom podataka, kao npr., 10 Gbit/s po talasnoj dužini i obezbeđuju potencijalno rešenje za razne probleme uskog grla (eng. backhaul bottleneck). Takođe, posotjalo je rastuće interesovanje o UV vezama komunikacije (ultraviolet communication (UVC)) kao rezultat napredka u solid/state optičkim izvorima i detektorima koji funkcionišu unutar UV spektra (200–280 nm). U ovim takozvanim UV grupama, sunčeva radijacija je zanemarljiva na površinskom nivou što čini mogućim izrađivanje detektora, koji mogu da prebrojavaju fotone, sa prijemnicima širokog polja vida koji povećavaju veličinu primljene energije bez dodatnih spoljašnjih uticaja. Takav dizajn je specijalno koristan za spoljašnje konfiguracije (eng. non line of sight configuration) koje podržavaju UVC kratkog dometa koje ne troše puno energije, kao npr. bežični senzori i ad-hoc mreže.

## Istorija
Razvoj bežičnih mreža se ističe kao jedna od najvažnijih pojava u istoriji tehnologije. Bežične tehnologije su postale neizostavne, mnogo brže u poslednje četiri decenije i biće ključni element u razvoju društva u skorijoj budućnosti. Radio-frekvencione (RF) tehnologije široke upotrebe su ključni faktor bežičnih uređaja i ekspanzije ovih sistema. Bili kako bilo, elektromagnetni spektar na kom se koriste bežične mreže je ograničen po pitanju kapaciteta i cene što je naznačeno u dozvolama za korišćenje. Porastom bežičnih komunikacija sa velikom količinom podataka, potražnja za RF spektrom nadmašuje proizvodnju što dovodi do toga da će proizvođači morati da uzmu u razmatranje i viši deo magnetnog spektra, a ne samo RF.
Optičke bežične mreže (OWC) odnose se na prenos nenavođenih podataka kroz optičke provodnike, kao npr., vidljive, infrared (IR)i ultraljubičaste (UV) veze. Signaliziranjem pomoću signalnih raketa, dima, zastava na brodu i semafora može se smatrati zastarelim oblicma OWC-a. Sunčeva svetlost se takođe koristila za signaliziranje na velike daljine još od ranih perioda. Najranije korišćenje sunčeve svetlosti u komunikacione svrhe je pripisano drevnim Grcima i Rimljanima koji su koristili njihove uglačane štitove da pošalju signal, odbijanjem sunčeve svetlosti tokom bitke. Godine 1810, Carl Friedrich Gauss izumeo je heliograf koji uključuje par ogleadala da bi usmerio zrak svetlosti ka udaljenoj stanici. Iako je prvobitno heliograf izumljen za geodetska pregledanja, pretežno je korišćen u vojne svrhe krajem devetnaestog veka i početkom dvadesetog veka.Godine 1880, Alexander Graham Bell je izumeo photophone, poznatiji kao prvi bežični telefonski sistem na svetu.
Interesovanje vojske za photophone se nastavilo. Na primer, godine 1935, Nemačka vojska je razvila photophone u kome ke specifična lampa sa IR emitujućim filterom korišćena kao izvor svetlosti. Takođe, Američke i Nemačke vojne laboratorije su nastavile sa razvijanjem lučnih lampi visokog pritiska za optičku komumikaciju sve do 1950. godine. U modernom smislu, OWC koristi lasere ili diode (LEDs) as emitore svetlosti. Godine 1962, MIT Lincolnove laboratorije su napravile eksperimentalan OWC gde su za vezu koristili GaAs didoe koje su mogle da emituju TV signal na distanci većoj od 48 kilometara. Nakon otkrića lasera, za OWC je predviđeno da će biti jedna od glavnih oblasti za dalje razvijanje laserskih tehnologija i mnogi testovi i istraživanja su izvršena korišćenjem različitih tipova lasera i modulacionih shema. Bilo kako bilo, rezultati su bili generalno razočaravajući zbog velike divergencije laserskih svetlosnih snopova i njihove nesposobnosti da se nose sa atmosferskim efektima. Sa razvićem fiberskih optika niskog gubitka 1970. godina, postali su očigledan izbor za optički prenos na duge distance i sklonili su fokus sa OWC sistema.

## Trenutno stanje
Tokom decenija, interesovanje za OWC tehnologije ostalo je ograničeno u glavnom u vojne svrhe, kao i za primene u svemiru (komunikacije između satelita itd.). OWC nije uspeo da se porbije na tržište sa izuzetkom IrDA sistema koji je postao veoma uspešno rešenje u bežičnom prenosu kratkog dometa.
Razvijanje noviteta i efikasnosti bežičnih tehnologija je neizostavno za građenje budućih heterogenih komunikacionih merža koje bi podržavale veliki opseg servisa koji imaju uvek rastuće zahteve za veći protok podataka. Varijacije OWC-a potencijalno mogu biti korišćene u širokom opsegu komunikacionih primena koje idu od komunikacije unutar zgrade odnosno između zgrada do komunikacije između satelita.

## Primene
U odnosu na domet prenosa, OWC mogu biti ispitivane/raspoređivane u sledećih pet kategorija:
1. Ultra-short range OWC: komunikacija između dva čipa koja su veoma blizu jedan drugom ili koji se nalaze u multi-chip paketu.[10]
2. Short range OWC: wireless body area network (WBAN) i wireless personal area network (WPAN) koji se primenjuju pod standardom IEEE 802.15.7, podvodne komunikacije.[11]
3. Medium range OWC: kućni IR ili visible light communications (VLC) za wireless local area networks (WLANs) i komunikacija između vozila ili komunikacija između vozila i stanice.
4. Long range OWC,: komunikacija između zgrada, poznatija kao Free-Space Optical Communications (FSO).
5. Ultra-long range OWC: veza između satelita.

## Skorašnji trendovi
- U Januaru 2015, IEEE 802.15 formirali su grupu sa zadatkom da napisu reviziju IEEE 802.15.7-2011 koji se odnosi na infracrvene i skoro ultraljubičaste talasne dužine, sa dodatkom vidljive svetlosti, i da dodaju opcije za "Optical Camera Communications and LiFi".[12]
- Za primenu long range OWC sa 1 Gbit/s - 60 km dometa, mreža je uspostavljena između površine i letelice koja leti brzinama oko 800 km/h, "„Extreme Test for the ViaLight Laser Communication Terminal MLT-20 – Optical Downlink from a Jet Aircraft at 800 km/h”. Архивирано из оригинала 03. 03. 2016. г. Приступљено 29. 12. 2017.", DLR i EADS Decembar 2013.
- Primena na potrošačevim uređajima i short-range OWC telefonima; Puni im se baterija i dobijaju podatke od sunčeve svetlosti: TCL Communication/ALCATEL ONETOUCH i Sunpartner Technologies su objavili prvi potpuno solarni telefon. Mart 2014.
- Za primenu ultra-long range OWC, NASA Lunar Laser Communication Demonstration (LLCD) je prenela podatke iz mesečeve orbite na Zemlju sa protokom od 622 Megabits-per-second (Mbps), Novembar 2013.
- The Next Generation of OWC / VLC je demonstrirana protokom od 10 Mbit/s preko "Polymer Light-Emitting Diodes" ili OLED.[13]
- Što se tiče aktivnosti istraživanja OWC-a postoji evropski istraživački projekat IC1101 OPTICWISE of the COST Programme (European Cooperation in Science and Technology) finansiran od strane Evropske Naučne Fondacije, koja dozvoljava koordinaciju nacionalno finansiranih istraživanja na Evropskom nivou. Cilj akcije je da posluži kao konsolidovana Evropska naučna platforma visokog nivoa za interdisciplinarna OWC istraživanja. Započela je Novembra 2011 i trajala do Novembra 2015. Više od 20 zemalja je učestvovalo.
- Potrošačke i industrijske OWC tehnologije prihvaćene su od strane Li-Fi Consortium, osnovane 2011. kao neprofitna orgainizacija, psovećena uvođenju optičkih bežičnih tehnologija. Promoviše usvajanje Light Fidelity (Li-Fi) proizvoda.
- Kao primer azijske svesti o OWC-u postoji VLCC VLC konzorcijum u Japanu, osnovan 2007. godine sa ciljem da ostvare bezbedan, sveprisutan telekomunikacioni sistem koristeći vidljivu svetlost. Ostvaraivanje pokušavaju da sprovedu kroz istraživanje tržišta, promociju i standardizaciju.
- U Sjedinjenim Američkim Državama postoji nekoliko OWC inicijativa, uključujući "Smart Lighting Engineering Research Center", osnovan 2008. godine od strane National Science Foundation (NSF) u partnerstvu sa Rensselaer Polytechnic Institute (vodežim institutom), Boston University i the University of New Mexico. Još neki od partnera su Howard University, Morgan State University i Rose-Hulman Institute of Technology.[14]

## Dodatna literatura
- Daukantas, Patricia (mart 2014). „Optical Wireless Communications: The New Hot Spot” (PDF). Optics and Photonics News. 25 (3): 34—41. Bibcode:2014OptPN..25...34D. doi:10.1364/OPN.25.3.000034.
- Arnon, Shlomi;  ., ур. (2012). Advanced Optical Wireless Communication Systems. Cambridge Books Online (1st изд.). Cambridge: Cambridge University Press. ISBN 9780511979187. doi:10.1017/CBO9780511979187.
- Ghassemlooy, Z.; Popoola, W.; Rajbhandari, S. (2012). Optical Wireless Communications: System and Channel Modelling with MATLAB (1st изд.). Boca Raton, FL: CRC Press, Inc. ISBN 9781439851883.